# Ernst Casimirkazerne

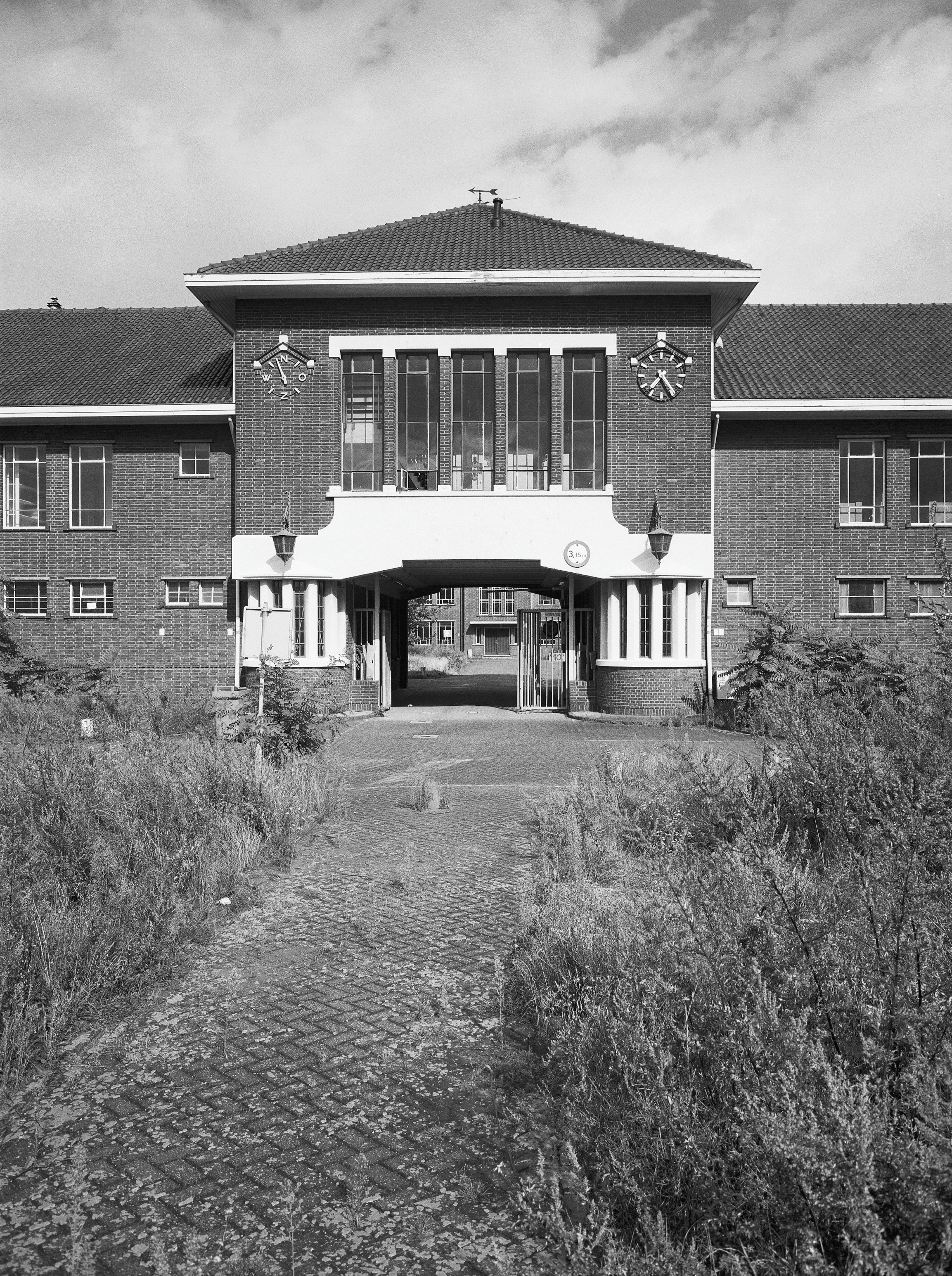
De poort van het hoofdgebouw

De Ernst Casimirkazerne is een voormalige kazerne in de Nederlandse stad Roermond, gelegen aan Wilhelminasingel 10.

## Geschiedenis
Het is een zogeheten Boostkazerne, gebouwd in 1938, om een grensbataljon te huisvesten. De kazerne is vernoemd naar Ernst Casimir van Nassau-Dietz, een veldheer die in 1632 voor de wallen van Roermond omkwam tijdens een beleg.
In 1939 werd de kazerne betrokken door het 11e bataljon van het 17e regiment infanterie, maar in mei 1940 werd hij in bezit genomen door de bezetter. In 1950 kwam het Regiment Limburgse Jagers in de kazerne en later de regimenten Oranje Gelderland en Johan Willem Friso. Van 1964-1966 waren er opleidingen voor het Regiment Suriname en einde jaren '60 kwam het Technisch Specialist Opleidings Centrum in het complex. Dat bleef er tot de kazerne in 1992 werd afgestoten.
In 1997 waren er plannen om het hele complex te slopen, doch hiertegen rees protest. Het hoofdgebouw, een legeringsgebouw, de appelplaats en het gedenkteken voor Ernst Casimir bleven daarop gespaard.
Het kazerneterrein werd daarop benut voor het Designer Outlet Roermond, een winkelcentrum voor merkkleding en dergelijke, met ook horeca. Het is door een passage met de Roermondse binnenstad verbonden.